# Paulo Orósio

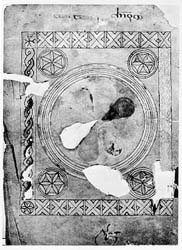
Primeiro fólio das Historiæ adversum Paganos de Orósio, na biblioteca beneditina de Bobbio

Paulo Orósio (em latim: Paulus Orosius; c. 385 – ) foi um historiador, teólogo, sacerdote e apologista cristão, natural da Hispânia romana, possivelmente natural de Bracara Augusta, então cabeça da província da Galécia.
Embora existam incertezas sobre a sua biografia, como a data de nascimento, é sabido que foi uma figura de grande prestígio cultural, tendo contato com as grandes personalidades da época, como Santo Agostinho e Jerônimo de Estridão. Para se relacionar com eles, viajou por cidades da costa meridional do mar Mediterrâneo, como Hipona ou Alexandria.
Tais viagens determinaram a sua vida e a sua produção como intelectual. Junto a Santo Agostinho não apenas conversou sobre temas teológicos, mas pôde colaborar com ele na elaboração da obra A Cidade de Deus. Além disso, este escolheu-o em 415 para viajar à Palestina e trocar informação com outros intelectuais, o que ademais lhe permitiu participar num Concílio em Jerusalém e, na volta, portar as relíquias de Santo Estevão. Por último, a data em que faleceu também não é conhecida, mas em todo caso não parece ser posterior a 423.
Ao longo da vida escreveu três obras, dentre as quais sobressai a Historiae Adversus Paganos. Trata-se de um dos livros com mais repercussão da historiografia na passagem da Idade Antiga à Idade Média, bem como da hispânica de todos os tempos. Além disso, é o escrito no que o autor dá ao manifesto a sua metodologia histórica. É basicamente uma narração histórica, dos primeiros tempos até o momento no que vive, embora dando um papel proeminente aos povos pagãos.
Paulo Orósio foi uma figura muito influente tanto do ponto de vista de divulgação — Historiae Adversus Paganos foi uma das principais obras utilizadas até o Renascimento para estudar a Antiguidade — quanto do historiográfico. A sua metodologia histórica teve grande repercussão em historiadores posteriores.

### Local de origem

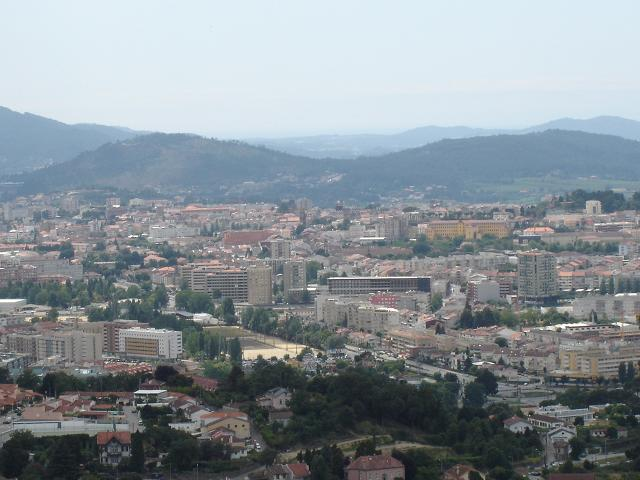
Panorâmica de Braga atualmente, um presumível lugar de origem do autor

### Viagem à África

Mapa esquemático com todas as viagens de Paulo Orósio.

### Commonitorium e Liber Apologeticus

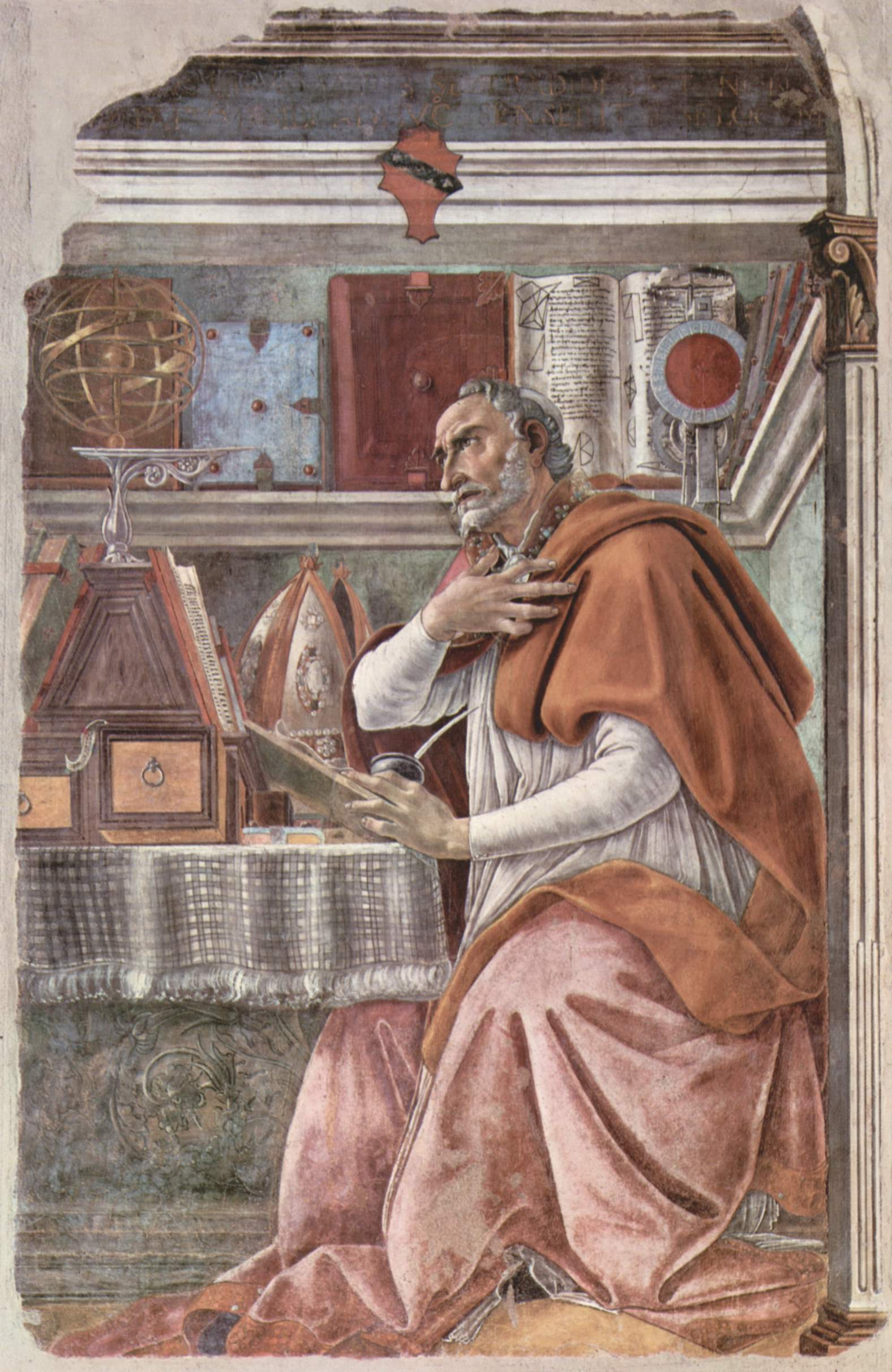
O Commonitorium e as Histórias respondem, ao menos na origem, à influência direta que Santo Agostinho exerceu sobre Orósio.

### Historiae Adversus Paganos

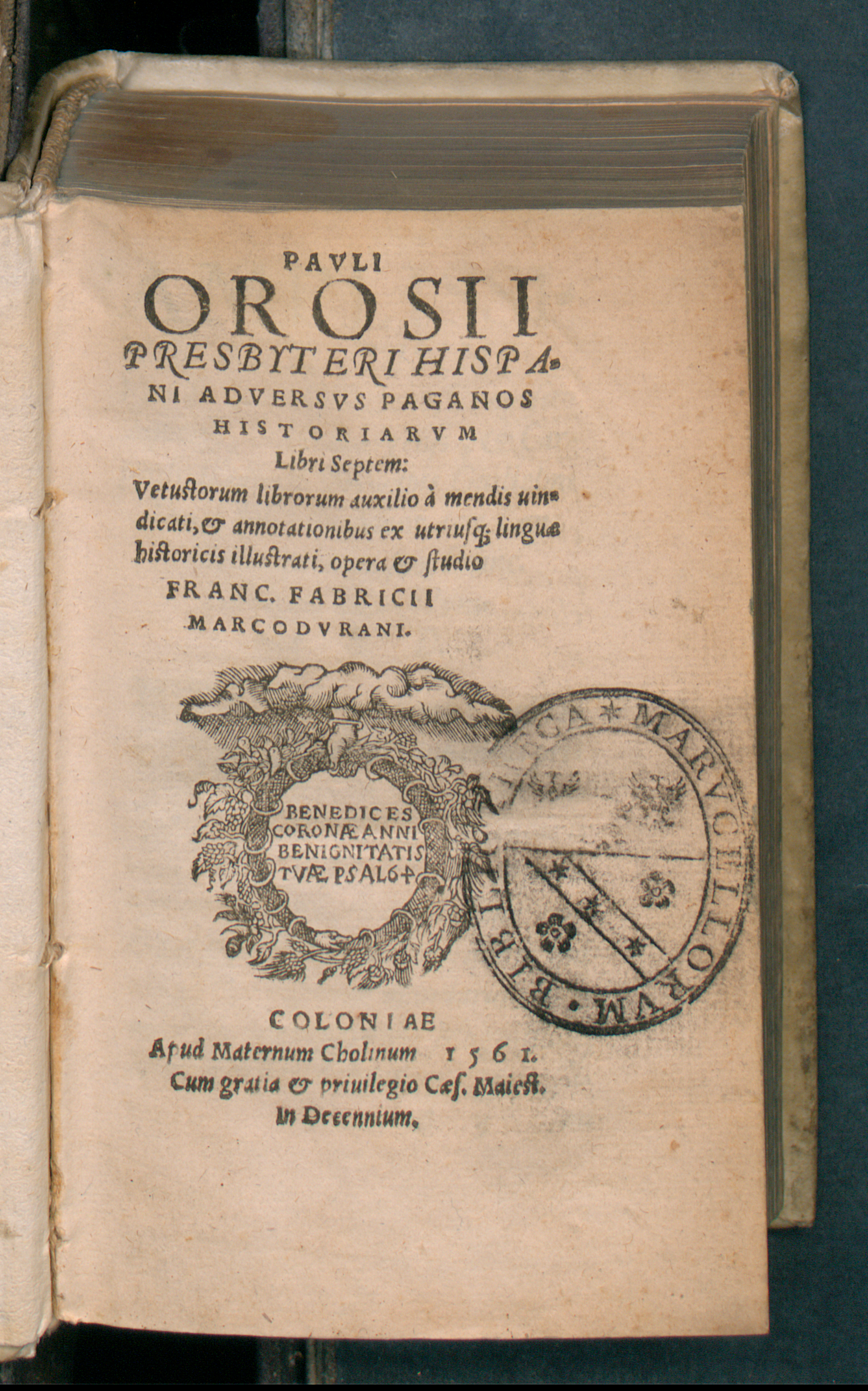
Historiae adversus paganos, 1561

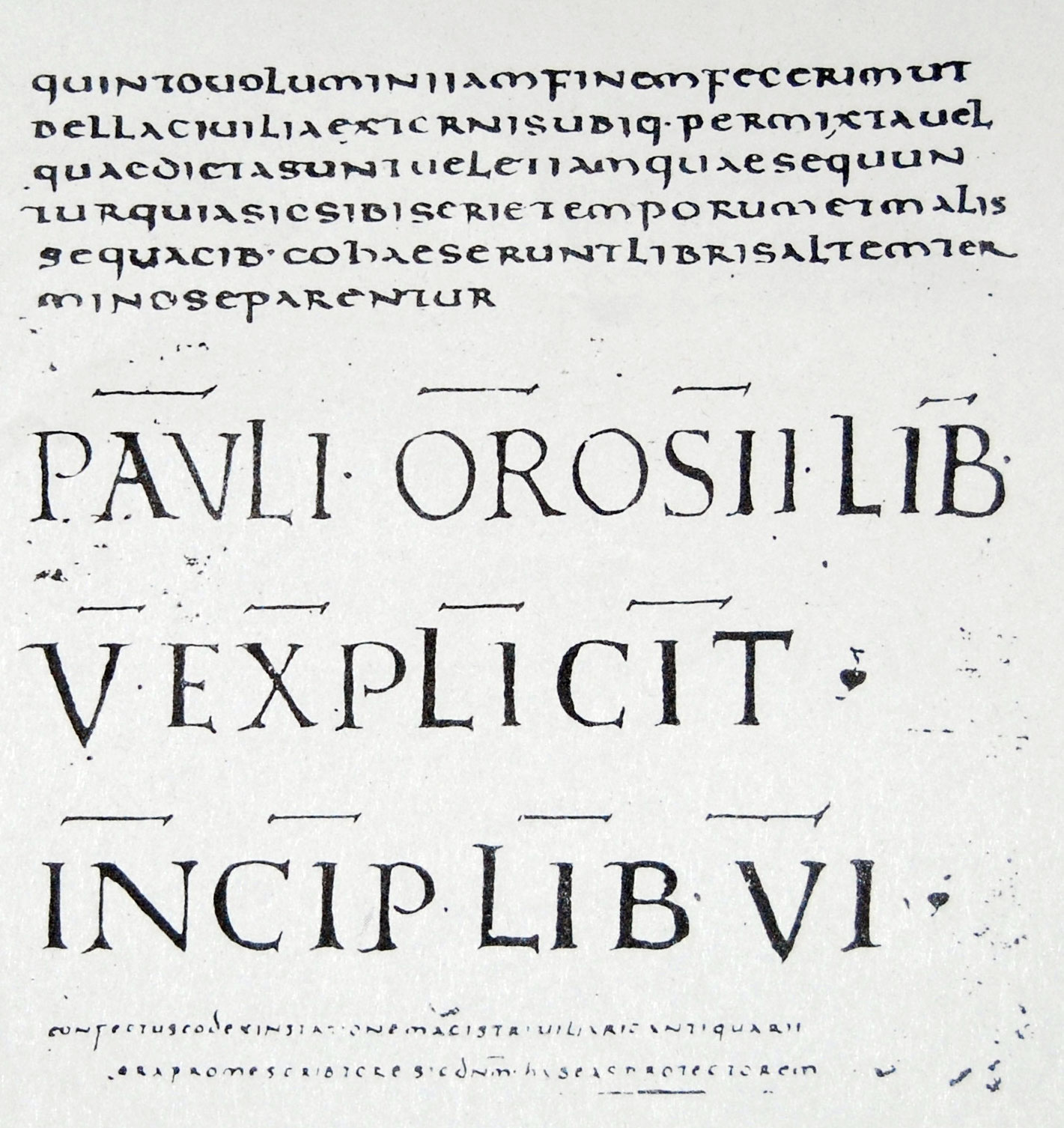
Lâmina de um códice das Histórias de Orósio. Este conserva-se em Florência.

## Repercussão da obra orosiana

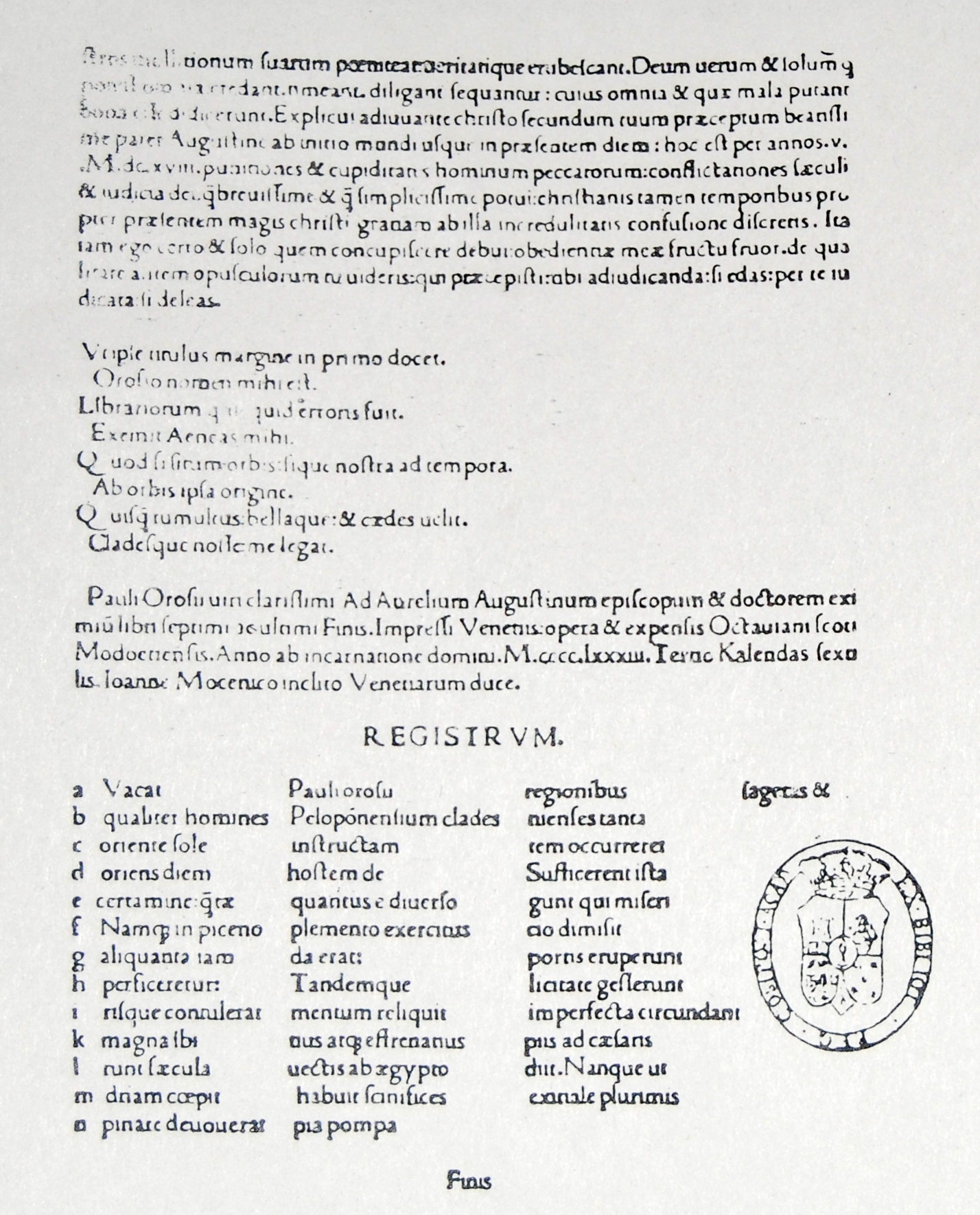
Colofão de um incunábulo da Historiae Adversus Paganos de Paulo Orósio, um dos livros medievais mais copiados